# Pelican Air Services
Pelican Air Services — торговая марка (бренд) южноафриканской авиакомпании Federal Air, под которой авиакомпания выполняла регулярные пассажирские перевозки из Йоханнесбурга по другим аэропортам страны и за её пределы.
В настоящее время Federal Air приостановила использование торговой марки Pelican Air Services.

## История
Авиакомпания Federal Air была основана в начале 2001 года и начала операционную деятельность 19 марта того же года. Собственниками перевозчика по данным на март 2007 года являлись бизнесмены П. Фаркухар (67 %) и Дж. Ф. Пинаар (33 %).
В марте 2007 года в штате авиакомпании работало 19 сотрудников.

## Маршрутная сеть
Под брендом Pelican Air Services осуществлялись регулярные пассажирские перевозки из Йоханнесбурга в Виланкулос и на архипелаг Базаруто.

## Флот
По состоянию на 29 ноября 2009 года под торговой маркой Pelican Air Services работал один самолёт:
- 1 ATR 42-320 (с экипажем авиакомпании Solenta Aviation)